# Vanůvek
Vanůvek (en allemand : Klein Wanau) est une commune du district de Jihlava, dans la région de Vysočina, en République tchèque. Sa population s'élevait à 37 habitants en 2024.

## Géographie
Vanůvek se trouve à 5 km au nord-ouest de Telč, à 23 km au sud-ouest de Jihlava, à 87 km à l'ouest de Brno et à 119 km au sud-est de Prague.
La commune est limitée par Řídelov et Doupě au nord, par Telč et Volevčice à l'est, par Vanov au sud, et par Řásná à l'ouest.

## Histoire
La première mention écrite de la localité date de 1580.

## Transports
Par la route, Vanůvek se trouve à 7 km de Telč, à 28 km de Jihlava et à 147 km de Prague.